# Pergaphaga nigra
Pergaphaga nigra là một loài tò vò trong họ Ichneumonidae.